# Joana Gama
Joana Gama (Braga, 1983) é uma pianista portuguesa. Tem-se distinguido pelo trabalho em torno da obra do compositor francês Erik Satie.

## Percurso
Ingressou no Conservatório de Música de Braga com apenas 5 anos. Por volta da mesma altura, iniciou também os estudos de ballet, algo que considerou fundamental na sua abordagem mais física e corporal ao instrumento musical.
De 2005 a 2009, trabalhou frequentemente com a Orquestra Metropolitana de Lisboa.
Em 2010, sob a orientação de António Rosado, concluiu o Mestrado em Interpretação na Universidade de Évora.  Em 2017, na mesma instituição, defendeu a tese de doutoramento “Estudos Interpretativos sobre música portuguesa contemporânea para piano: o caso particular da música evocativa de elementos culturais portugueses”.

## Obra

#### Joana Gama e a Obra de Satie
A primeira vez que a pianista interpretou a obra de Erik Satie foi em 2010, nos Dias da Música, do Centro Cultural de Belém, em Lisboa. Em 2016, esteve envolvida no projecto "SATIE.150 – Uma celebração em forma de guarda-chuva", que assinalou o 150º aniversário do nascimento do compositor francês e contou com o apoio da Antena 2. A iniciativa incluiu mais de uma dezena de recitais em várias localidades portuguesas e europeias, bem como uma palestra de contexto escolar sobre o compositor, de modo a divulgar a sua vida e obra. No ano seguinte, o concerto que deu no CCB no âmbito da iniciativa é editado no álbum "SATIE.150", contando com o apoio da GDA.
Em 2019, a pianista regressou à obra de Satie com o disco "Arcueil". Inspirado pelo subúrbio onde Satie viveu durante os últimos 27 anos da sua vida, o álbum contou, ainda, com composições de Marco Franco, Federico Mompou, John Cage, Morton Feldman e do Vítor Rua. O álbum, que também se materializou sob a forma de um livro, incluiu textos e desenhos de vários convidados.
Gama desenvolveu, ainda, um recital comentado dirigido ao público infantil intitulado "Eu gosto muito do Senhor Satie".

#### Joana Gama e a Dança
A pianista esteve envolvida em vários espectáculos de dança, como "Danza Ricercata" e "27 Ossos", de Tânia Carvalho; "Trovoada", de Luís Guerra; "Pele" da companhia Útero; e "Nocturno", uma cocriação com Victor Hugo Pontes. Em 2019, a sua performance "Home Sweet Home", com a composição de Vítor Rua, foi elogiada pelo jornal Público pela sua interpretação física.

## Reconhecimentos e Prémios
- Foi por três vezes distinguida com o Prémio Jovens Músicos / Antena 2 entre 2004 e 2008.[8][9]

## Ligações Externas
- RFI - Entrevista a Joana Gama, pianista portuguesa (2019)
- RTP Palco - Joana Gama interpreta Música Callada do compositor Federico Mompou